# سوت‌زن (فیلم ۱۹۴۴)
سوت‌زن (انگلیسی: The Whistler) فیلمی در ژانر معمایی و نوآر به کارگردانی ویلیام کسل است که در سال ۱۹۴۴ منتشر شد. از بازیگران آن می‌توان به ریچارد دیکس اشاره کرد.